# Юшино (Сычёвский район)
Ю́шино— деревня в Смоленской области России, в Сычёвском районе. Население — 234 жителя (2007 год). Расположена в северо-восточной части области в 1 км к северу от городской черты Сычёвки, в междуречье рек Лосьмина и Яблоня.
Входит в состав Мальцевского сельского поселения.

## История
В прошлом Юшино было владельческим селом, принадлежавшим семье Геннади. Бывший купец (получивший дворянское звание за благотворительность) Николай Геннади построил в 1820-х года усадьбу с каменным хозяйским домом и парком. В деревне провёл своё детство и впоследствии часто в нём гостил сын Николая Геннадии, известный русский библиограф и библиофил Геннади Г.Н.
В настоящее время от усадьбы сохранились остатки липового парка.

## Экономика
Средняя школа, дом культуры.